# یولر (بازیکن فوتبال)
یولر الیاس د کاراولو (به پرتغالی: Euller Elias de Carvalho) معروف به یولر (Euller) بازیکن فوتبال در پست مهاجم، Winger اهل برزیل است که در شهر Felixlândia و در تاریخ ۱۵ مارس ۱۹۷۱ به دنیا آمده‌است.

## باشگاهی
یولر در تیم‌های فوتبال سائوپائولو، اتلتیکو مینیرو، پالمیراس، توکیو وردی، واسکو دوگاما و کاشیما آنتلرز سابقهٔ حضور دارد.

## تیم ملی
وی همچنین در تیم ملی فوتبال برزیل بازی کرده است.